# Richard Lestock
Pour les articles homonymes, voir Lestock.
Richard Lestock (22 février 1679 – 17 décembre 1746) est un amiral de la Royal Navy. Il est principalement connu pour son rôle dans la défaite de la bataille du cap Sicié.